# Kathedraal van Llandaff
De kathedraal van Llandaff is een kathedraal van de Kerk in Wales in het district Llandaff van Cardiff, Wales. De kathedraal is de zetel van de bisschop van Llandaff. Cardiff kent een ook een rooms-katholieke kathedraal.

## Geschiedenis
De kathedraal werd in de 12e eeuw gebouwd op een bestaande kerk. Door de opstand van Owain Glyndŵr raakte het gebouw beschadigd, waardoor herstelwerk nodig was. 
Tijdens de Engelse Burgeroorlog werd de kathedraal aangevallen door troepen van het parlement. In 1703 raakte het gebouw nog verder beschadigd tijdens een stormvloed. De staat van de kathedraal was vervolgens dusdanig slecht dat er begonnen werd aan de bouw van een nieuwe kathedraal. Dat gebouw zou echter niet lang gebruikt worden en er is nog maar weinig van over. 
In de 19e eeuw werd de kathedraal hersteld en er werd een torenspits toegevoegd. Nog was de ellende niet over voor de kathedraal, want in de Tweede Wereldoorlog raakte het gebouw weer zwaar beschadigd. Enkel de kathedraal van Coventry raakte tijdens de oorlog zwaarder beschadigd in het Verenigd Koninkrijk. In 1958 kon het gebouw weer in gebruik worden genomen. 